# John James Ashley
John James Ashley, född 1772, död 1815, var en engelsk musiker, son till John Ashley.
John James Ashley var i många år organist vid Covent Garden Theatre. Han var en av de mest framgångsrika lärarna av sin tid, några av hans elever var Mrs. Vaughan, Mrs. Salmon och Charles Smith. John James Ashley blev medlem i Royal Society of Musicians i augusti 1792 och komponerade pianomusik och en uppsättning sånger.